# Cristo del Pacífico
La estatua Cristo del Pacífico está situada en la ciudad de Lima, Perú, en un cerro colindante al Morro Solar. Tiene una altura de 37 m. Fue instalada el 15 de junio de 2011. Es una iniciativa del Presidente de la República del Perú, Alan García Pérez, al final de su segundo mandato, un «regalo» financiado por la Empresa Odebrecht, que tuvo a su cargo gran cantidad de proyectos durante la gestión de García, y por el propio presidente García. Es una obra inspirada en el Cristo del Corcovado, cuyo nombre oficial es «Cristo del Pacífico».

## Características
Cristo del Pacífico es un monumento que en su conjunto tiene una altura de 37 m. La estatua en sí mide 22 m y está instalada sobre una base de 15 m. No hay información detallada sobre el creador de la estatua, el taller donde fue hecha ni sobre el material utilizado. En un primer momento se dijo que era en piedra pero informaciones posteriores hablan de materiales plásticos. En efecto, un documento aduanero declara que la imagen está hecha de «resina de polyester camada sobre estructura metálica». La estatua puede ser vista desde varios distritos de Lima, como San Juan de Miraflores, Villa María del Triunfo y los edificios altos de Barranco, Miraflores y toda la Costa Verde. El conjunto cuenta con un sistema de luces de 26 colores diferentes que iluminará todas las noches el litoral de la capital peruana.

## Historia
Tras conocerse el resultado de las Elecciones Generales 2011, el presidente de la república saliente Alan García Pérez anuncia que ha decidido hacerle un regalo a la nación peruana: colocar sobre el Morro Solar, en la bahía de Lima, una estatua gigante que represente a Cristo. Esta iniciativa, hasta entonces desarrollada en secreto, no se basó en ningún tipo de consulta, constitucional, cultural, arquitectónica, urbanística ni de ninguna otra índole. Al mismo tiempo se supo que la imagen no reflejaba ninguna característica local, sino que era una copia libre del Cristo del Corcovado de Río de Janeiro (Brasil).
El mandatario declaró 

Mi sueño fue siempre hacer en el Morro un Cristo similar al Cristo del Corcovado al que he denominado Cristo del Pacífico,"yo he puesto digamos 100 mil soles de mis ahorros" (un equivalente a la fecha de aproximadamente US$ 35.714).

Por su parte, la agencia oficial de noticias Andina señaló 

El jefe de Estado confesó que este proyecto ha sido un sueño personal para dar a la ciudad de Lima una imagen que bendice y protege a Perú.

Lo reservado de la iniciativa y otras características de la misma despertaron protestas y suspicacias en la población. En múltiples medios surgieron de inmediato interrogantes sobre lo que motivaba este gesto de religiosidad. Informaciones publicadas en los días siguientes al anuncio indican que empresas brasileñas habrían aportado US$ 833.437, cifra que se dio como valor real del monumento. La obra fue encargada a la empresa Odebrecht Perú, y fue exonerada de impuestos y aranceles para su realización, a través de la Resolución Ministerial N° 112-2011-PCM/OAA del 4 de abril de 2011.
El 13 de enero de 2018 un cortocircuito originado en el sistema de iluminación provocó un incendio en el monumento según informó la policía. El incendio afectó la parte posterior del monumento y movilizó a cuatro unidades del cuerpo de bomberos.

## Desacuerdos

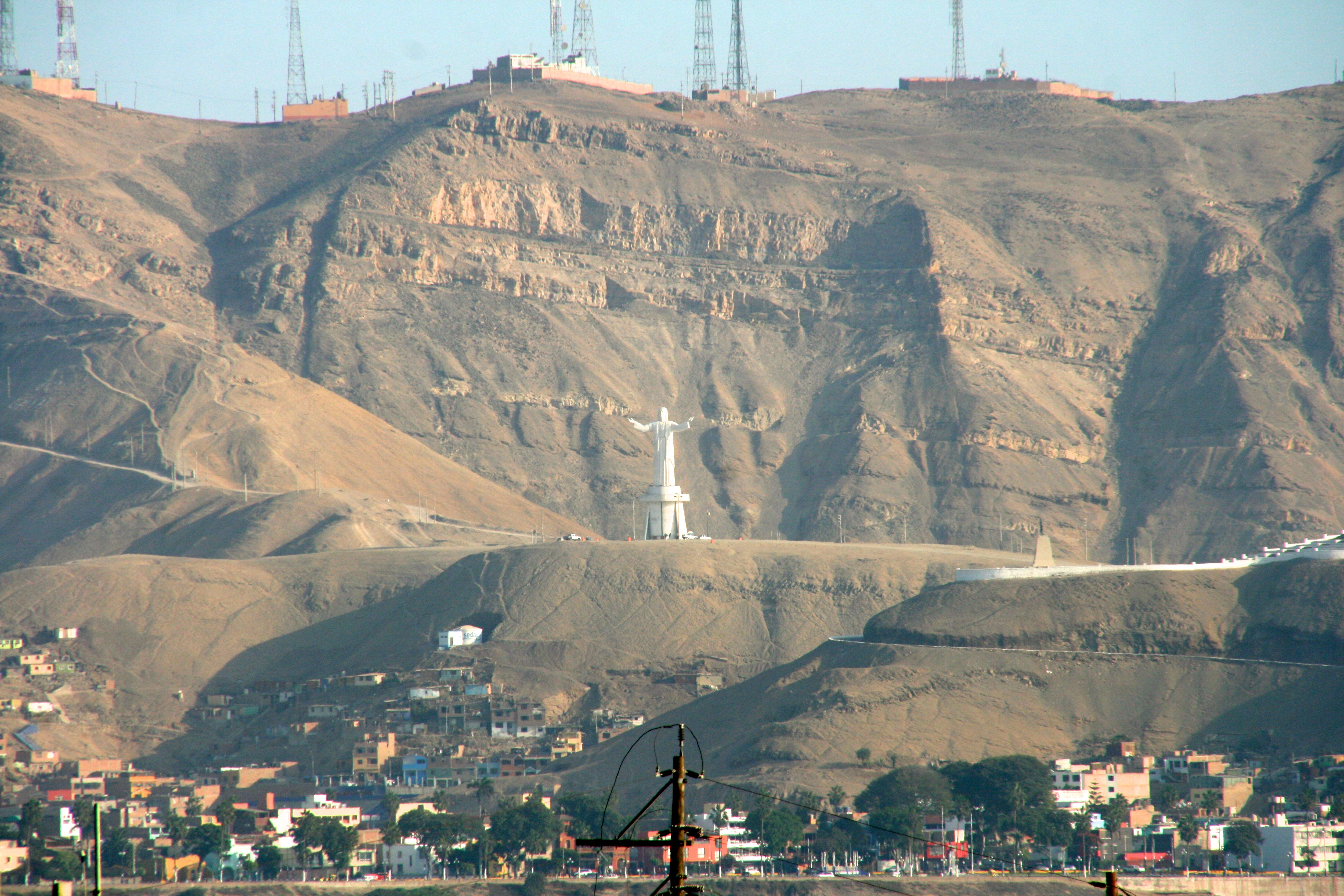
El Cristo del Pacífico en el Morro Solar.

Esta iniciativa ha generado opiniones encontradas de parte de personalidades y autoridades locales, como es el caso de la alcaldesa Metropolitana de Lima Susana Villarán de la Puente (sucesora del exalcalde Luis Castañeda Lossio), quien, actuando dentro de sus prerrogativas, ha manifestado su disconformidad con la ubicación de la obra. Al respecto, la Presidencia del Consejo de Ministros ha dictaminado que es el Municipio Distrital de Chorrillos quien tiene competencia sobre el Morro Solar y no la Municipalidad Metropolitana de Lima.
En los últimos años se han aprobado diferentes normas y disposiciones, algunas amparadas por el mismo Alan García Pérez, para preservar y conservar intangible esta zona de la ciudad y de la costa. La zona tiene características geológicas propias pero su valor es fundamentalmente histórico debido a que allí se produjeron hechos capitales de la Guerra del Pacífico. Para una parte de la opinión pública, el Cristo del Pacífico es una imposición y una afrenta, puesto que se pretende usar un santuario patriótico con fines políticos y subalternos.
La erección sin debate previo de este monumento que marcará su entorno y la bahía de Lima, no tomó en cuenta el hecho de que el Perú no es una república confesional y que los peruanos que profesan otras religiones exigen respeto a su propia fe. Un grupo de intelectuales, artistas y ciudadanos ha subrayado este y otros aspectos en un pronunciamiento titulado "Contra la violentación del histórico Morro Solar".
La denominación no oficial de Cristo de lo Robado surgió como crítica al segundo gobierno del presidente Alan García Pérez Esta denominación no oficial de Cristo de lo Robado resurgió cuando llegó el escándalo de corrupción de Odebrecht al Perú.
Esta reacción es parcialmente basada en dudas sobre los oferentes, como lo evidencia la denuncia formulada por el Colegio de Arquitectos del Perú, respecto a que existirían irregularidades en torno a esta obra, que sólo costaría S/. 82 238.18 (ochenta y dos mil doscientos treinta y ocho nuevos soles), cuando la Presidencia del Consejo de Ministros ha exonerado al contratista de pagos de aduana e impuestos por un monto muchísimo mayor. Además está el hecho de que el contratista ha sido excluido de los procesos de selección para contrataciones con el Estado en la República de Ecuador, y que en Perú ha sido favorecido con muchas adjudicaciones, entre ellas, la Carretera Interoceánica, adjudicada por Alejandro Toledo y continuada por Alan García Pérez.